# البازوریه
البازوریه (به عربی: البازورية) یک منطقهٔ مسکونی در لبنان است که در شهرستان صور واقع شده‌است.
 البازوریه  ۲۰٬۰۰۰ نفر جمعیت دارد و ۱۷۵ متر بالاتر از سطح دریا واقع شده‌است.